# ماوريسيو ليموس
باولو ماوريسيو ليموس ميرلاديت (بالإسبانية: Paolo Mauricio Lemos Merladett) (مواليد 18 ديسمبر 1995 - ريفيرا ، الأوروغواي) لاعب كرة قدم أوروغواياني ، يلعب في مركزي قلب الدفاع وخط الوسط الدفاعي ، ويلعب حاليًا لنادي لاس بالماس الإسباني.

## روابط خارجية
- ماوريسيو ليموس على موقع الاتحاد الدولي (مؤرشف)  (الإنجليزية)
- ماوريسيو ليموس على موقع اتحاد تركيا (لاعب) (الإنجليزية)
- ماوريسيو ليموس على موقع قاعدة بيانات كرة القدم.إي يو (الإنجليزية)
- ماوريسيو ليموس على موقع ناشيونال فوتبول تيمز (الإنجليزية)
- ماوريسيو ليموس على موقع Soccerbase.com (لاعب) (الإنجليزية)
- ماوريسيو ليموس على موقع Soccerway.com (الإنجليزية)
- ماوريسيو ليموس على موقع عالم كرة القدم.نت (الإنجليزية)
- ماوريسيو ليموس على موقع AS.com (الإسبانية)